# Ellen Barksdale
Ellen Barksdale ist eine britische Autorin, geboren in Brighton. Ihre Mutter ist Belgierin. Nach Verlagsangaben lebt sie in der Nähe von Swansea.
Ellen Barksdale schreibt Krimis. Es ist unklar, ob Ellen Barksdale eine reale Person ist.

## Werke
Tee? Kaffee? Mord! – Nathalie Ames-Bücher
| 01 |  | Der doppelte Monet                           | 2017, beThrilled, ISBN 978-3-74130126-1.  | The Art of Lying                 |
| 02 |  | Die letzten Worte des Ian O'Shelley          | 2018, beThrilled, ISBN 978-3-74130127-8.  | The Final Words of Ian O’Shelley |
| 03 |  | Die blauen Pudel des Sir Theodore            | 2018, beThrilled, ISBN 978-3-74130128-5.  | Blue Poodle Blues                |
| 04 |  | Der Besuch des lächelnden Belgiers           | 2018, beThrilled, ISBN 978-3-74130138-4.  | A Vintage Killing                |
| 05 |  | Der Club der Giftmischer                     | 2018, beThrilled, ISBN 978-3-74130139-1.  | The Poisoners’ Club              |
| 06 |  | Tod eines Schneemanns                        | 2018, beThrilled, ISBN 978-3-74130140-7.  | The Snowman’s Secret             |
| 07 |  | Arsen und Käsekuchen                         | 2018, beThrilled, ISBN 978-3-74130160-5.  | Murder Most Sweet                |
| 08 |  | Zum Ersten, zum Zweiten... und tot           | 2019, beThrilled, ISBN 978-3-74130161-2.  | A Deadly Fortune                 |
| 09 |  | Ein Mörder steht im Walde                    | 2019, beThrilled, ISBN 978-3-74130162-9.  | A Recipe for Murder              |
| 10 |  | Die kleinen Leute von Pittlewood             | 2020, beThrilled, ISBN 978-3-74130183-4.  | Tiny Trail of Trouble            |
| 11 |  | Die fünf Portraits des toten Doktors         | 2020, beThrilled, ISBN 978-3-74130184-1.  | Portraits of a Killer            |
| 12 |  | Der Besuch der reichen Dame                  | 2020, beThrilled, ISBN 978-3-74130193-3.  | The Lost Diamond                 |
| 13 |  | Miss Rittinghouse und die sprechenden Bücher | 2020, beThrilled, ISBN 978-3-74130194-0.  |                                  |
| 14 |  | Ein Doppelgänger zuviel                      | 2020, beThrilled, ISBN 978-3-74130209-1.  |                                  |
| 15 |  | Das Geheimnis des toten Anwalts              | 2020, beThrilled, ISBN 978-3-74130210-7.  |                                  |
| 16 |  | Ein Spion kommt selten allein                | 2020, beThrilled, ISBN 978-3-74130211-4.  |                                  |
| 17 |  | Der Puppenmörder von Hunter's Grove          | 2021, beThrilled, ISBN 978-3-74130225-1.  |                                  |
| 18 |  | Die gestohlene Braut                         | 2021, beThrilled, ISBN 978-3-74130243-5.  |                                  |
| 19 |  | Sister Sallys letztes Halleluja              | 2021, beThrilled, ISBN 978-3-74130254-1.  |                                  |
| 20 |  | Mord mit spitzer Feder                       | 2021, beThrilled, ISBN 978-3-74130255-8.  |                                  |
| 21 |  | Ein Grab für drei                            | 2022, beThrilled, ISBN 978-3-74130282-4.  |                                  |
| 22 |  | Letzter Vorhang für Mister Goodfellow        | 2022, beThrilled, ISBN 978-3-74130313-5.  |                                  |
| 23 |  | Drei Sterne und ein Mord                     | 2022, beThrilled, ISBN 978-3-74130328-9.  |                                  |
| 24 |  | Louise in Gefahr                             | 2022, beThrilled, ISBN 978-3-74130345-6.  |                                  |
| 25 |  | Tod im Morgenrot                             | 2023, beThrilled, ISBN 978-3-74130363-0.  |                                  |
| 26 |  | Der Queen-Killer                             | 2023, beThrilled, ISBN 978-3-74130374-6.  |                                  |
| 27 |  | Waidmannstod                                 | 2023, beThrilled, ISBN 978-3-74130391-3.  |                                  |
| 28 |  | Des Henkers letzte Mahlzeit                  | 2024, beThrilled, ISBN 978-3-74130401-9.  |                                  |
| 29 |  | Mord in Balewood Forest                      | 2024, beThrilled, ISBN 978-3-74130414-9.  |                                  |
| 30 |  | Tödliche Bestellung                          | 2024, beThrilled, ISBN 978-3-74130442-2.  |                                  |
| 31 |  | Der Geist von Sparrow's Deep                 | 2024, beThrilled, ISBN 978-3-74130437-8.  |                                  |
| 32 |  | Im Tal des Todes                             | 2025, beThrilled, ISBN 978-3-7413-0486-6. |                                  |
| 33 |  | Es war einmal ein Mord                       | 2025, beThrilled, ISBN 978-3-7413-0487-3. |                                  |
| 34 |  | Der verstummte Reporter                      | 2025, beThrilled, ISBN 978-3-7413-0517-7. |                                  |
| 35 |  | Mord hinter den Kulissen                     | 2025, beThrilled, ISBN 978-3-7413-0518-4. |                                  |

Die Bücher wurden auch als Hörbuch bei Lübbe Audio veröffentlicht, alle Bände wurden von Vera Teltz gelesen. Die Bände sind mittlerweile auch als E-Book erhältlich.
Während die Bücher unter der Serienbezeichnung Tee? Kaffee? Mord! Ein Fall für Nathalie Ames steht, werden die Hörbücher unter der Serienbezeichnung Tee? Kaffee? Mord! Nathalie Ames ermittlet zusammengefasst. Die inzwischen auch erhältlichen englischen Ausgaben sind mit Tea? Coffee? Murder! A Black Feather Mystery zusammengefasst. Black Feather ist der Namen des Pubs im fiktiven Ort Earlsraven im Süden Englands, den die Protagonistin Nathalie Ames betreibt.